# Бій богатирів
«Бій богатирів» (англ. The fight of two knigts) — український комікс виданий в Києві 20 квітня 1992 року видавництвом Хортиця. Входить в серію "Історія в малюнках" до серії також відноситься комікс Облога Києва печенігами за авторством Сергія Позняка. Комікс є двомовний, українською та англійською паралельно. 
В основу коміксу покладена оповідь з літопису "Повість минулих літ" і розповідає про заснування міста Переяслава, великим князем Володимиром Святославичем.

## Синопсис
Сьогодні ми все частіше звертаємося до своїх витоків, щоб глибше усвідомити хто ми і звідки родом, і серцем відчути батьківський заповіт далеких пращурів. Одним з першоджерел нашої історії є Повість минулих літ - славнозвісний літопис часів Київської Русі укладений ченцем Києво-Печерської Лаври Нестором літописцем.

## Сюжет
Великий князь київський Володимир Святославович у 993 році пішов на хорватів а коли повертався, печеніги напали на Київ. Декілька днів дружина Володимира рухались на зустріч печенізькій орді. І ось передові загони русинів і печенігів розпочали сутички між собою. Нарешті обидва війська зустрілись на річці Трубіж, біля броду. Чотири доби стояли дві раті, не наважуючись перейти Трубіж і почати битву. Нарешті печенізький хан виїхав до річки і запропонував битися богатирями якщо переможе Володимир вони не будуть воювати 3 роки. Володимир дав згоду хану. В задумі звернувся до війська. Один вояка запропонував свого сина Кожум'яку який дуже сильний. Володимир послав гінця до Києва по Кожум'яку. Вранці війська вишикувались на великому полі. Високий на зріст печеніг лютий на вигляд почав сміятись з русина, що був середній тілом. І обидва богатирі зійшлися у рукопашному бою. Довго билися богатирі, та не могли подужати один одного. Нарешті Кожум'яка здавив печеніга в руках до смерті та кинув його на землю. Жах прокотився поміж печенігами. Переможно вигукнули руси, а печеніги побігли і руси погналися слідом за ними. Володимир наказав на місці перемоги над печенігами закласти місто і назвати Переяславом. Юнака Кожум'яку та його батька Володимир зробив багатими та знатними. А сам князь зі дружиною повернувся до Києва з перемогою і славою великою.